# 162.º Batallón Antiaéreo de Reserva
El 162.° Batallón Antiaéreo de Reserva (162. Reserve-Flak-Abteilung (o)) fue una unidad de la Luftwaffe durante la Segunda Guerra Mundial.

## Historia
Fue formado en febrero de 1940 a partir del XI Comando Administrativo Aéreo (Fuhlsbüttel) con solo con la Plana Mayor, el control de varias unidades independientes. En julio de 1942 fue renombrado como 162.º Batallón Antiaéreo Pesado.

## Orden de batalla
La 1.ª Bat. - 5.ª Bat. se formaron en junio de 1941:
- 1.ª Bat./162.º Batallón Antiaéreo de Reserva a partir de la 1.ª Bat./612.º Batallón Antiaéreo de Reserva.
- 2.ª Bat./162.º Batallón Antiaéreo de Reserva a partir de la XI./9.ª Batería Antiaérea de Reserva.
- 3.ª Bat./162.º Batallón Antiaéreo de Reserva a partir de la 2.ª Bat./612.º Batallón Antiaéreo de Reserva.
- 4.ª Bat./162.º Batallón Antiaéreo de Reserva a partir de la 102.ª Compañía Ligera de Ametralladoras Antiaéreas de Reserva.
- 5.ª Bat./162.º Batallón Antiaéreo de Reserva a partir de la 106.ª Compañía Ligera de Ametralladoras Antiaéreas de Reserva.